# Daniel Auber
Daniel-François-Esprit Auber (29. ledna 1782, Caen – 13. května 1871, Paříž) byl francouzský hudební skladatel a pedagog. K jeho nejznámějším dílům patří dodnes uváděné opery Němá z Portici (1828, první zástupce žánru grand opera) a Fra Diavolo (1830).

## Život
Otec byl důstojníkem na dvoře francouzského krále, měl umělecké sklony a po Velké francouzské revoluci si otevřel obchod s uměleckými předměty. U svého syna podporoval rozvoj hudebního talentu, zapsal ho na hodiny zpěvu a klavíru. Daniel už v jedenácti letech skládal drobné skladby. Podle vůle svých rodičů se Auber nejprve dal na obchodnickou dráhu jako praktikant v Londýně. V roce 1803 se vrátil do Paříže, kde zůstal až do konce života. Neměl rád cestování a život na venkově. Miloval pařížské salony, společnost dam a jízdu na koni. Nikdy se neoženil.

## Hudební dráha
Auber se rozhodl, že se bude věnovat výhradně hudební tvorbě. Svou kariéru započal jako diletant, bral hodiny klavíru u Ignaze Ladurnera. Skládal komorní skladby a pokoušel se o komickou operu. V roce 1805 napsal svou první operu s názvem Omyl okamžiku, která byla uvedena v ochotnickém divadle, ale měla řadu nedostatků a propadla. Přítomný Luigi Cherubini rozpoznal jeho talent a povzbudil jej k tomu, aby začal studovat kompozici na pařížské konzervatoři. Úspěch však nepřicházel a Daniel Auber už chtěl komponování zanechat. Po otcově smrti se musel starat o matku a mladšího bratra, měl existenční starosti. V roce 1820 se mu zdařil průlom s operou La bergère châtelaine (Pastýřka šlechtičnou) a o rok později zaznamenala úspěch další opera Emma. V roce 1823 započala jeho dlouholetá spolupráce se zkušeným libretistou Eugènem Scribem, která trvala až do roku 1861. Společně vytvořili přes čtyřicet oper.
Auberova tvorba byla zpočátku ovlivněna italskou operou, z níž obdivoval zejména Gioacchina Rossiniho.První operou, kterou napsal již svým vlastním stylem s francouzskou lehkostí, humorem a melodičností je Zedník a zámečník (1825), veselý příběh z lidového prostředí o zazděných milencích. Následovala řada úspěšných komických oper, mezi kterými vyniká Fra Diavolo (1830), vtipná parodie s hlavním hrdinou lupičem-gentlemanem.

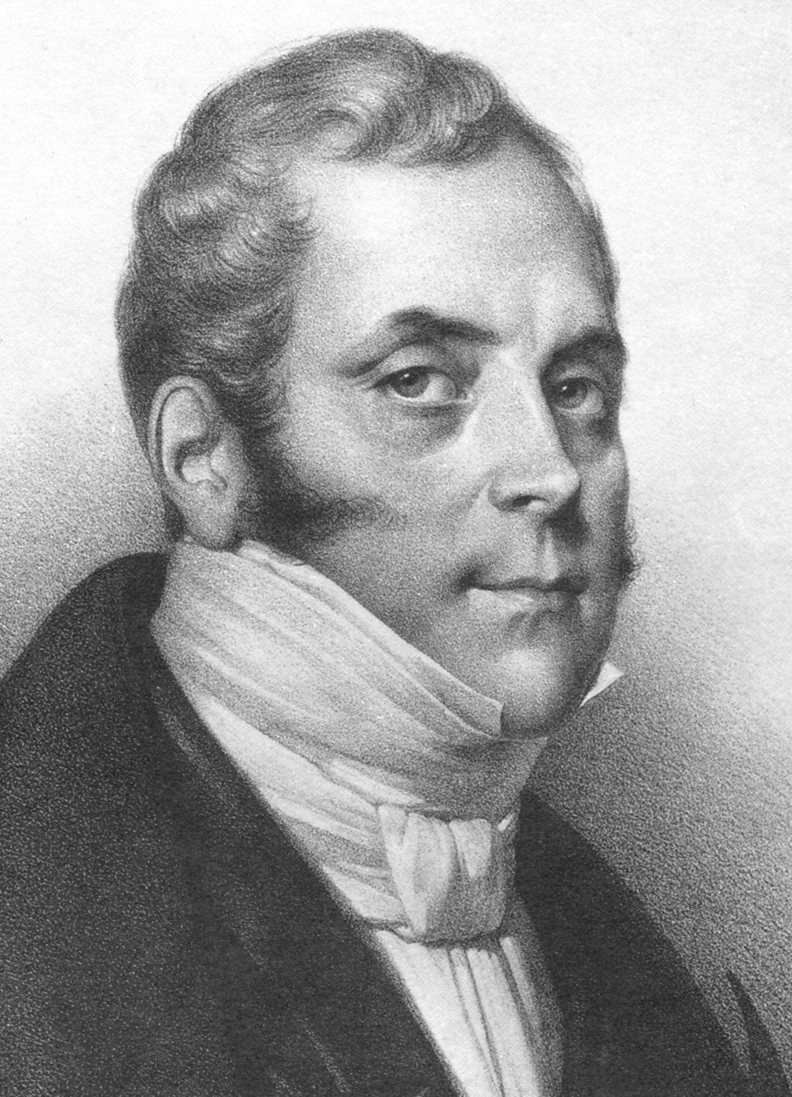
Daniel Auber kolem roku 1825

Významný mezník Auberovy kariéry znamenalo uvedení opery Němá z Portici, která vznikla v roce 1828 na zakázku pařížské Opery.Premiéra v Paříži vyvolala senzaci a představení v Bruselu se stalo podnětem k povstání za osvobození Belgie. Dramatická opera s velkým počtem postav, působivými sbory, baletem a výraznou, efektní hudbou zahájila etapu tzv. velké francouzské opery. Ovlivnila další skladatele (Meyerbeer a Halévy) a vzbudila velký obdiv Richarda Wagnera, který se o Auberovi celý život vyjadřoval s uznáním. V podobném duchu jsou zpracovány opery Gustav III. aneb Maškarní ples (1833) či Lestoq (1834).
V dalších operách se vrátil k lehkému stylu s lyričtějším nádechem a střídmou harmonií, např. Haydée aneb Tajemství (1847) nebo První den štěstí (1868). Auber byl velmi pilný, komponoval prakticky stále, nejen doma, ale i na procházkách nebo jízdě na koni. Napsal 48 oper, z toho 36 komických. Ve své době se v Paříži těšil velké popularitě, po roce 1850 se začal vkus pařížského publika měnit a komická opera měla méně příznivců. Auber dál tvořil v tomto žánru a svou poslední komickou operu Sen o lásce napsal v roce 1869.
V letech 1842–1870 byl Auber ředitelem pařížské konzervatoře a v roce 1852 jej Napoleon III. jmenoval císařským kapelníkem. Král Karel X. mu propůjčil Řád čestné legie. V roce 1861 byl jmenován rytířem Řádu Čestné legie.
Zemřel ve věku 89 let v Paříži a je pochován na hřbitově Père Lachaise.